# 北海道訓子府高等学校
北海道訓子府高等学校（ほっかいどうくんねっぷこうとうがっこう、Hokkaido Kunneppu High School）は、北海道常呂郡訓子府町にある公立（道立）の高等学校。全日制普通科。

## 沿革
- 1948年 - 北海道北見高等学校（現在の北海道北見北斗高等学校）訓子府分校として開校
- 1952年 - 北海道訓子府高等学校と改称
- 1976年 - 道立に移管

## 主な出身者
- 川村恵里加（元Whiteberry・ドラム）